# Oncholaimus salobrus
Oncholaimus salobrus is een rondwormensoort uit de familie van de Oncholaimidae. De wetenschappelijke naam van de soort is voor het eerst geldig gepubliceerd in 1993 door Pastor de Ward.